# 笹倉温泉

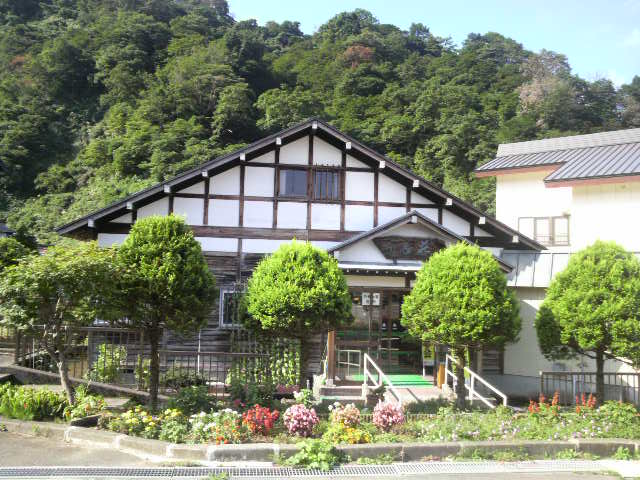
龍雲荘の日帰り入浴施設千寿荘（旧館）入口

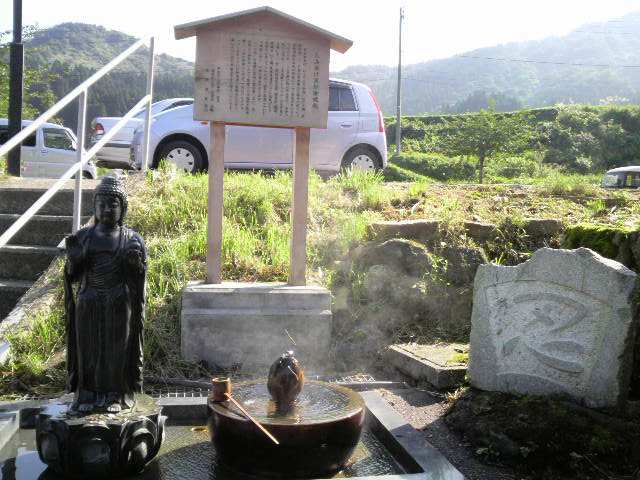
敷地内にあるお湯掛け薬師。一杯を口に入れ、もう一杯を薬師像に掛けると霊験あらたかという。

笹倉温泉（ささくらおんせん）は、新潟県糸魚川市大平（旧越後国）にある温泉。新潟焼山の北麓に位置し、妙高戸隠連山国立公園および糸魚川ジオパークの区域内にある。

## 泉質
- ナトリウム - 炭酸水素塩泉[2]　
  - 重炭酸ナトリウム含有量：1,040mg/kg（薬師の湯）[3]

- 源泉は3本[3]。

| 源泉     | 温度 | 湯量(毎分) |
| -------- | ---- | ---------- |
| 龍雲の湯 | 53℃  | 75L        |
| 薬師の湯 | 63℃  | 114L       |
| 千寿の湯 | 50℃  | 60L        |

## 温泉街
糸魚川市早川谷の最奥部、標高460メートルの山間部に位置。日本秘湯を守る会会員である「龍雲荘」だけが営業している一軒宿の秘湯。
付近には早川が流れるほか、辺りは一面の棚田に囲まれている。
やや下った地点には焼山温泉が存在した（2019年以降休業）。

## 歴史
江戸時代 享保年間 - 宋林寺（糸魚川市砂場）本尊の薬師瑠璃光如来の霊示により発見されたと伝わる。
1926年（大正15年）12月5日 - 開湯式を挙行した。
1939年（昭和14年）10月 - 黒部川電力が温泉の権利・施設を買収。早川における将来の発電所建設基地として利用する為であり、自炊部を地元住民に開放したほか、後に従業員の保養所とした。
1981年（昭和56年） - 子会社の黒電興業により保養所を一般に開放。1989年など増改築を重ね、現在の旅館「龍雲荘」となった。
なお、現在敷地内には薬師堂の他、お湯掛け薬師があり、柄杓で一杯を薬師像に掛け、もう一杯を飲み祈ると霊験あらたかといわれる。

## 周辺
日本三百名山や糸魚川ジオパークのジオサイトである新潟焼山への登山基地の一つでもある。
新潟県が公表している山のグレーディングによると、笹倉温泉登山口から山頂までのルートの体力度は「6」（1 – 2泊以上が適当）、技術的難易度は「C」（地図読み能力、ハシゴ・くさり場などを通過できる身体能力が必要）とされている。
- 笹倉温泉 - （林道焼山線） - ゲート - 展望台 - 大曲 - 大谷 - 地獄谷 - 坊々抱岩 - 富士見峠分岐 - 泊岩 - 焼山

## アクセス

###### 公共交通機関
- えちごトキめき鉄道日本海ひすいライン 梶屋敷駅前より糸魚川バス「07 早川線」で約25分。終点「笹倉温泉」下車[7]。

###### 自動車
- 北陸自動車道糸魚川ICより約30分。